# Stazione di Torreberetti
La stazione di Torreberetti è una stazione ferroviaria posta nel punto di congiunzione delle linee Novara-Alessandria e Pavia-Alessandria. Serve il comune di Torre Beretti e Castellaro.

## Storia
La stazione di Torreberetti fu attivata nel 1854, anno di apertura della linea ferroviaria Alessandria - Novara (prolungata fino ad Arona l'anno seguente). Nel 1862 fu aperta la linea per Pavia.

## Strutture e impianti
La stazione si compone di tre binari serviti da banchine; è presente un fabbricato viaggiatori con all'interno due sale d'aspetto, che in origine erano dedicate una alla prima classe e l'altra alla seconda classe.

## Movimento
La stazione è servita da treni regionali svolti da Trenord nell'ambito del contratto di servizio stipulato con la Regione Lombardia.

## Servizi
La stazione è classificata nella categoria Bronze dal gestore RFI; dispone dei seguenti servizi:
- Biglietteria automatica
- Sala d'attesa